# 最近親
最近親（さいきんしん、英語: Next of kin）は、親子や兄弟姉妹など、血縁関係が最も近い親族関係について用いられる用語。

## 概要
いとこなど、血縁関係が比較的遠い血族と区別する文脈で用いられる。親子や兄弟姉妹と結婚することを善行とする、ゾロアスター教のフヴァエトヴァダタは最近親婚と表現される。